# Stefan Berglund
Kjell Stefan Berglund född den 9 april 1962, är en svensk före detta regissör, röstskådespelare, musikalisk ledare och producent.
Stefan Berglund har arbetat på KM Studio AB och med Monica Forsberg i ett flertal projekt. Numera är han musiklärare och mentor på Karl Johans skola i Örebro.

## Filmografi

### TV (svensk dubbning)
| År        | TV-Serie                  | Insats                            | Kommentar   |
| --------- | ------------------------- | --------------------------------- | ----------- |
| 2001–2003 | Hos Musse                 | Röst                              | Roll: Pluto |
| 2003      | Nya äventyr med Nalle Puh | Regi/musikalisk ledning/producent |             |

## Film (svensk dubbning)
| År   | Film                                           | Insats                                   | Kommentar                         |
| ---- | ---------------------------------------------- | ---------------------------------------- | --------------------------------- |
| 1947 | Pank och fågelfri                              | Röster                                   | I ny dubb gjord 2003              |
| 1991 | Skönheten och odjuret                          | Röster                                   | I ny scen för specialutgåvan 2002 |
| 1997 | Herkules                                       | Musikalisk ledning/musikregi             |                                   |
| 1998 | Joe jättegorillan                              | Röster/regi/producent                    |                                   |
| 1998 | Pocahontas 2: Resan till en annan värld        | Röster                                   |                                   |
| 1999 | Musse Pigg och hans vänner firar jul           | Röster/regi/musikalisk ledning           |                                   |
| 1999 | Prinsen av Egypten                             | Regi/producent                           |                                   |
| 1999 | Tarzan                                         | Musikalisk ledning                       |                                   |
| 2000 | Inspector Gadget                               | Regi/producent                           |                                   |
| 2000 | Tigers film                                    | Musikalisk ledning/Röster                |                                   |
| 2000 | Dinosaurier                                    | Regi/producent                           |                                   |
| 2001 | Den lilla sjöjungfrun II – Havets hemlighet    | Röster/regi/musikalisk ledning/producent |                                   |
| 2001 | Kejsarens nya stil                             | Regi/musikalisk ledning/producent        |                                   |
| 2001 | Vägen till El Dorado                           | Regi/musikalisk ledning/producent        |                                   |
| 2001 | Shrek                                          | Röster/regi/musikalisk ledning           |                                   |
| 2001 | Lady och Lufsen II - Ludde på äventyr          | Röster/regi/musikalisk ledning/producent |                                   |
| 2002 | Lilo & Stitch                                  | Röster                                   |                                   |
| 2002 | Skattkammarplaneten                            | Röster/regi/musikalisk ledning/producent |                                   |
| 2003 | Spirit - Hästen från vildmarken                | Röster/regi/musikalisk ledning           |                                   |
| 2003 | Askungen II - Drömmen slår in                  | Regi/musikalisk ledning/producent        |                                   |
| 2004 | Nasses STORA film                              | Röster/regi/musikalisk ledning/producent |                                   |
| 2004 | Lejonkungen 3 - Hakuna Matata                  | Regi/musikalisk ledning                  |                                   |
| 2004 | Björnbröder                                    | Regi/musikalisk ledning/producent        |                                   |
| 2004 | Härliga vintertid                              | Regi                                     |                                   |
| 2004 | Nalle Puhs magiska värld - Små viktiga saker   | Regi/producent                           |                                   |
| 2005 | Musses jul i Ankeborg                          | Musikalisk ledning                       |                                   |
| 2005 | Yu-Gi-Oh! Filmen                               | Röst                                     | Roll: Maximillion Pegasus         |
| 2006 | Dr. Dolittle 3                                 | Röster                                   |                                   |
| 2006 | Aloha Scooby-Doo                               | Röster                                   |                                   |
| 2006 | Dragons: Fire and Ice                          | Regi/tekniker                            |                                   |
| 2006 | Madagaskar                                     | Röster/regi/musikalisk ledning           |                                   |
| 2007 | Peter Pan                                      | Musikalisk ledning                       |                                   |
| 2008 | Peter Pan II - Tillbaka till landet Ingenstans | Regi/musikalisk ledning/producent        |                                   |
| 2009 | Pettson & Findus - Glömligheter                | Regi                                     |                                   |